# Calitriquídeos
Calitriquídeos (Callitrichidae) ou hapalídeos (Hapalidae) é uma família de Macacos do Novo Mundo, e já foi considerada subfamília da família Cebidae. Popularmente, são conhecidos por sagui (FO 1943: sagüi), soim ou sauim, apesar de que para o gênero Leontopithecus, é mais comum o termo mico-leão. O polegar da mão é curto e não oponível, e todos os dedos exceto o hálux são providos de unhas em forma de garras. O primeiro dedo do pé é oponível aos demais e possui uma unha chata. Possuem dois dentes pré-molares e dois molares em cada hemi-mandibula, exceto Callimico goeldii, que possui três molares.
Todos são arbóreos. São os menores primatas antropóides. Normalmente os filhotes costumam ingerir do leite materno até os 6 meses, logo após este período alimentam-se de insetos, frutas, gomas e exsudatos, podendo também comer pequenos vertebrados, como lagartos, filhotes e ovos de pássaros e pequenos mamíferos.
Vivem em pequenos grupos territoriais de aproximadamente 2 ou 8 animais. São o único grupo dos primatas que produzem regularmente gêmeos dizigóticos, que constituem mais de 80% dos nascimentos nas espécies que foram estudadas. Ao contrário de outros primatas, os machos fornecem geralmente tanto cuidado parental quanto as fêmeas — mais que elas em alguns casos. A estrutura social típica se constitui no casal reprodutor e sua prole. Na natureza normalmente dão à luz gêmeos, e já foi registrado em cativeiro o nascimento de trigêmeos. As proles mais velhas ajudam nos cuidados com os filhotes, carregando e partilhando alimentos. São formados, em sua grande maioria, por grupos monogâmicos ou biândricos, apresentando apenas um casal ou uma fêmea e dois machos dominantes.

## Taxonomia e evolução

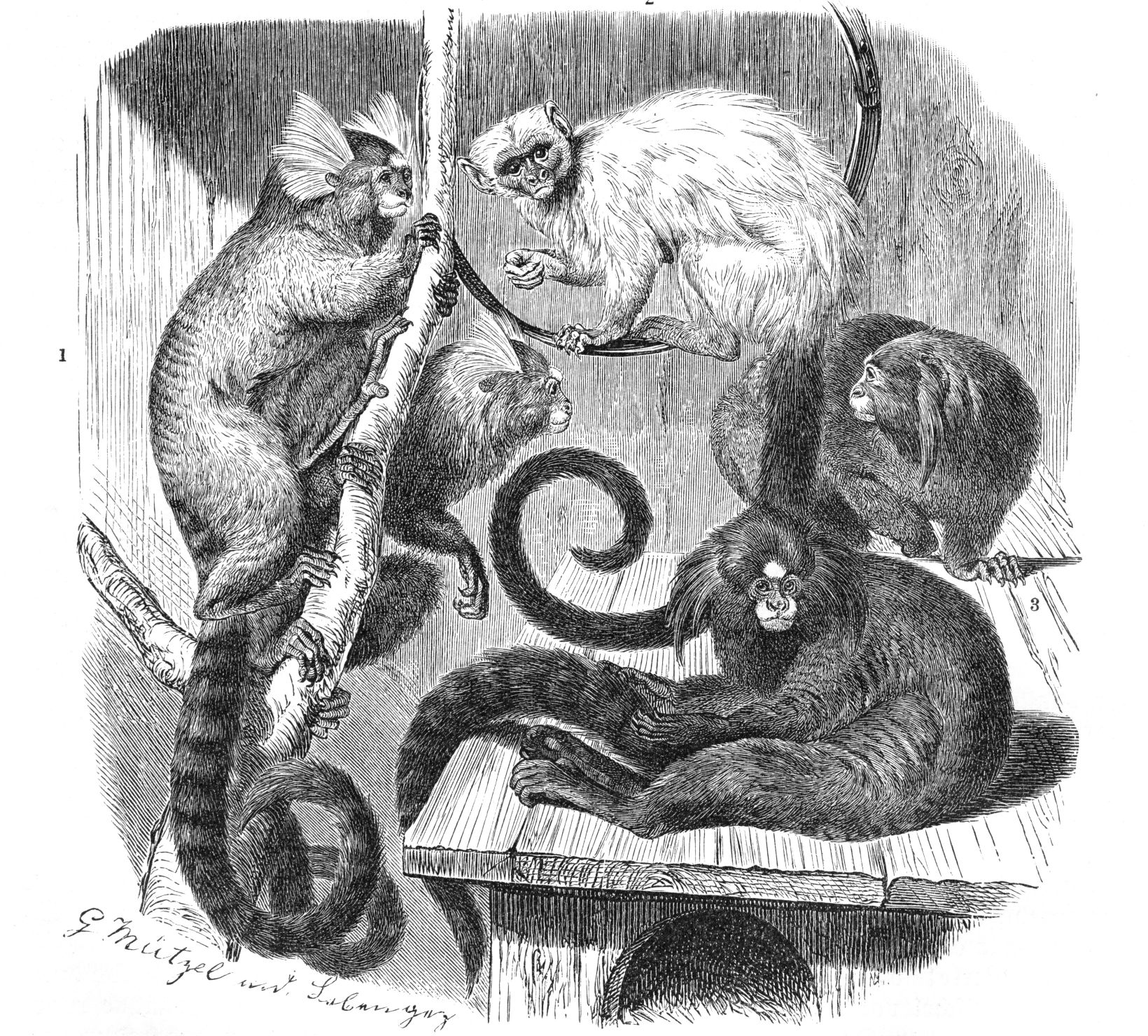
Gêneros Callithrix e Mico.

Durante o século XX, a classificação predominante dos platirrinos dividia o grupo em duas famílias: Callitrichidae e Cebidae. Essa classificação foi largamente usada, até a década de 1980. Callitrichidae compreendia os gêneros Leontopithecus, Saguinus, Callithrix e Cebuella, e Cebidae compreendia os gêneros restantes. Mais recentemente, alguns autores consideraram o grupo dos saguis como subfamília de Cebidae, sendo essa classificação usada por alguns autores, como Groves (2005). Outras classificações colocam Callitrichinae como uma família propriamente dita, como originalmente proposto no século XX. Callimico foi frequentemente colocado como em família própria (Callimiconidae), mas os atuais estudos filogenéticos não corroboram com a necessidade de uma família ou subfamília própria para esse gênero.
Chatterjee et al (2009) confirmaram o monofiletismo dos calitriquíneos e o colocaram como grupo irmão de um clado incluindo os gêneros Saimiri e Cebus e as famílias Atelidae e Aotidae. Outros estudos apontam para uma ancestralidade comum exclusiva entre Callitrichinae e Cebinae (Saimiri e Cebus), o que justificaria, inclusive, a classificação dos saguis, micos e micos-leões em uma subfamília, e não em uma família separada de Cebidae. Uma topologia alternativa que também é recuperada é o macaco-da-noite (Aotus) como grupo-irmão de Callitrichinae. Nesse caso, estudos sugerem que algumas características compartilhadas por Aotus e pelos Callitrichinae, como uso de ocos de árvore como abrigo, tamanho pequeno e baixo grau de dimorfismo sexual, seriam sinapomorfias unindo os dois clados.
De acordo com filogenias moleculares, são reconhecidos 7 gêneros na subfamília, sendo que Saguinus é a divergência mais basal, e Cebuella e Mico são grupos-irmãos. As relações entre Saguinus, Leontopithecus e Callimico são pouco claras, o que evidencia a rapidez com que se deu a diversificação dessas linhagens. Entretanto, a relação de que Callimico é grupo-irmão de um clado contendo Callithrix, Cebuella, Callibella e Mico é bem suportada por estudos citogenéticos e moleculares.
Alguns dados moleculares baseados em análise de DNA mitocondrial sustentam a hipótese de que Saguinus e Leontopithecus foram os dois primeiros gêneros a se diversificarem e formam um grupo monofilético, sendo que o restante dos gêneros formam outro grupo, com Callimico como grupo mais basal. Nesse mesmo trabalho, Saguinus  é apresentado como grupo mais basal em outra análise molecular, sendo que Leontopithecus ficou como grupo irmão de um clado contendo Callimico, Callithrix, Cebuella e Mico (essa nomenclatura não foi usada no trabalho, considerando os gêneros Mico e Cebuella como subgêneros de Callithrix). Outros autores também criticam a hipótese de ancestralidade comum entre Leontopithecus e Saguinus, alegando que os caracteres morfológicos encontrados nos dois gêneros são caracteres ancestrais dos calitriquíneos, e não podem ser usados para sustentar o monofiletismo de um clado com Saguinus e Leontopithecus. Um estudo molecular abrangente utilizando 117 marcadores nucleares e 3 mitocondriais encontrou Saguinus como o grupo irmão dos demais calitriquíneos.
O gênero Callibella, o último a ser descrito, foi posicionado como grupo-irmão do clado que inclui Mico e Cebuella. Entretanto, análises moleculares mais recentes sugerem que Callibella é grupo-irmão de Mico, e que seria mais parcimonioso incluir Callibella humilis dentro do gênero Mico.
A dificuldade em encontrar filogenias congruentes quanto a posição de Leontopithecus, Saguinus e Callimico com relação ao grupo monofilético contendo Callithrix, Cebuella e Mico, evidencia uma radiação rápida desses táxons. Tal radiação ocorreu provavelmente no Mioceno na Amazônia, com a separação de Saguinus dos outros gêneros de Callitrichinae, a partir de um ancestral em comum. O gênero Leontopithecus migrou para o sul, onde se diversificou a partir de refúgios, no Pleistoceno. Datações moleculares sugerem que Cebuella se separou de Mico há 5 milhões de anos, na Amazônia.

### Registro fóssil
O registro fóssil é pouco conhecido, sendo Lagonimico conclutatus, encontrado no sítio paleontológico de La Venta, na Colômbia, o fóssil mais antigo conhecido, datado de 13,5 milhões de anos atrás, do período Mioceno. Essa espécie era grande, se comparada com os calitriquíneos atuais, mas possuía uma dentição muito semelhante às espécies de saguis: tal dentição parecia adaptada ao consumo de exsudatos. Outro fóssil do Mioceno que é tido como um calitriquíneo é Micodon kiotensis, pois possuía pequeno tamanho e o quarto pré-molar inferior e o primeiro incisivo superior são semelhantes com o gênero atual, Callithrix. Patasola magdalenae é outra espécie do Mioceno, com tamanho semelhante de um mico-leão e também baseado na morfologia da mandíbula e dos molares, foi considerado como grupo-irmão dos saguis. Um fóssil que frequentemente é colocado como próximo de Callimico é Mohanamico hershkovitzi,  também do Mioceno, mas existe a discussão se é realmente um calitriquíneo, pois alguns autores o consideram como mais próximo do gênero Callicebus.
Alguns autores sugerem que a origem dos calitriquíneos é mais antiga ainda, inferindo algo em torno de 18 a 25 milhões de anos atrás.

### Espécies
Atualmente, o número de espécies na família é relativamente alto, visto que muitas subespécies agora são consideradas espécies separadas, como observado com as subespécies de Callithrix jacchus e Mico argentatus. Ademais, muitas espécies foram descobertas na Amazônia brasileira após o ano de 1990.
- Família Callitrichidae
  - Gênero Cebuella
    - Sagui-leãozinho, Cebuella pygmaea
      - Cebuella pygmaea pygmaea
      - Cebuella pygmaea niveiventris

  - Gênero Callibella
    - Sagui-anão, Callibella humilis

  - Gênero Mico
    - Sagui-branco, Mico argentatus
    - Mico leucippe
    - Sagui-do-cerrado, Mico melanurus
    - Mico intermedius
    - Mico emiliae
    - Sagui-de-cabeça-preta,Mico nigriceps
    - Mico marcai
    - Sagui-de-santarém, Mico humeralifer
    - Mico chrysoleucus
    - Mico mauesi
    - Mico saterei
    - Mico manicorensis
    - Mico acariensis
    - Mico rondoni

  - Gênero Callithrix
    - Sagui-de-tufos-brancos, Callithrix jacchus
    - Sagui-de-tufos-pretos, Callithrix penicillata
    - Sagui-de-wied, Callithrix kuhlii
    - Sagui-de-cara-branca, Callithrix geoffroyi
    - Sagui-da-serra-escuro, Callithrix aurita
    - Sagui-da-serra, Callithrix flaviceps

  - Gênero Callimico
    - Sagui-goeldi, Callimico goeldii

  - Gênero Saguinus
    - Saguinus nigricollis
    - Saguinus fuscicollis
    - Saguinus melanoleucus
    - Saguinus tripartitus
    - Saguinus graellsi
    - Sagui-de-bigode, Saguinus mystax
    - Saguinus labiatus
    - Sagui-imperador, Saguinus imperator
    - Sagui-de-mãos-amarelas, Saguinus midas
    - Saguinus niger
    - Saguinus inustus
    - Soim-de-coleira, Saguinus bicolor
    - Saguinus martinsi
    - Saguinus leucopus
    - Saguinus oedipus
    - Saguinus geoffroyi

  - Gênero Leontopithecus
    - Mico-leão-dourado, Leontopithecus rosalia
    - Mico-leão-de-cara-dourada, Leontopithecus chrysomelas
    - Mico-leão-preto, Leontopithecus chrysopygus
    - Mico-leão-de-cara-preta, Leontopithecus caissara

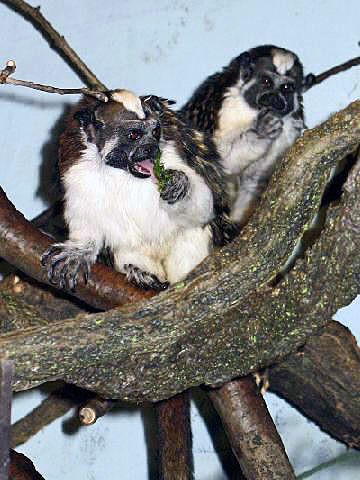
Saguinus geoffroyi é a única espécie da família que ocorre na América Central.

## Distribuição Geográfica e Habitat
Todos os calitriquíneos ocorrem na América do Sul, com exceção de Saguinus geoffroyi, que é encontrado no Panamá. O mico-leão-de-cara-preta (Leontopithecus caissara) é o calitriquíneo com ocorrência mais ao sul, sendo encontrado no litoral do estado do Paraná. O Brasil é o país que mais possui espécies de calitriquíneos, a maior parte delas endêmicas. Os gêneros Callithrix e Leontopithecus são encontrados apenas na Mata Atlântica brasileira, na Caatinga e Cerrado. O gênero Mico só tem uma espécie que ocorre em outras localidades fora do Brasil, Mico melanurus, que ocorre no Chaco na Bolívia e no Paraguai.
Ocorrem predominantemente em ambientes de floresta, na Amazônia e Mata Atlântica, mas algumas espécies, como Mico melanurus, Callithrix jacchus e Callithrix penicillata são encontrados em ambientes mais abertos, como o Cerrado, o Chaco e a Caatinga. As outras espécies de Callithrix ocorrem em florestas montanhosas na Mata Atlântica. O habitat de Saguinus e Mico consiste principalmente dos estratos mais altos de florestas primárias na Amazônia, mas podem ocorrer em áreas de floresta secundária. Saguinus que ocorre na Colômbia e Panamá habitam principalmente a floresta estacional semidecidual. Cebuella pygmaea é encontrado predominantemente em florestas que sofrem inundações periódicas e florestas ripárias. Florestas de bambum, com sub-bosque denso é habitat de Callimico. Os mico-leões ocorrem nas florestas chuvosas da costa leste do Brasil, mas também ocorrem na floresta estacional semidecidual do interior.

## Conservação

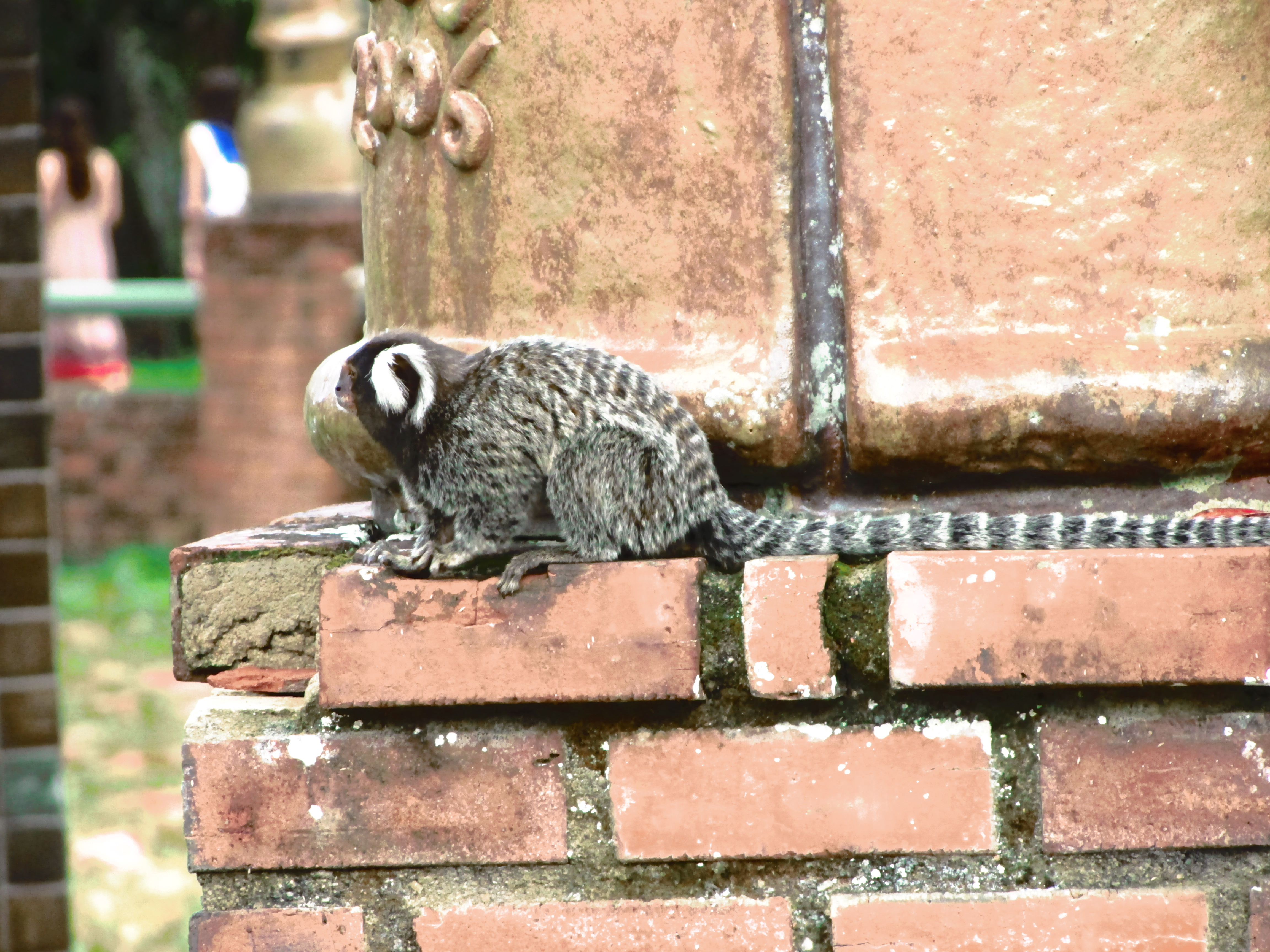
Sagui com a sua pelagem

Visto o grande número de espécies pouco estudadas, é difícil traçar um panorama mais detalhado sobre o grau de ameaça das espécies de calitriquíneos. Muitas espécies possuem uma distribuição geográfica restrita e se localizam em regiões com alta pressão de desmatamento, como as que ocorrem no sul da Amazônia e na Mata Atlântica, o que coloca elas em algum grau de ameaça. Na Mata Atlântica, quase todas as espécies se encontram com algum grau de ameaça, sendo os mico-leões (gênero Leontopithecus) os que possuem o maior risco de extinção visto habitarem paisagens altamente fragmentadas do sudeste e leste do Brasil, ocorrendo quase que exclusivamente em algumas unidades de conservação integral. Em contrapartida, algumas espécies, como o sagui-de-tufos-brancos, são extremamente comuns, tendo, inclusive, suas áreas de distribuição geográfica aumentada, graças a introduções feitas pelo homem e não correm nenhum risco de extinção.